# Medingen
För andra betydelser, se Medingen (olika betydelser).
Medingen är en sjö i Ånge kommun i Medelpad och ingår i Ljungans huvudavrinningsområde. Sjön har en area på 2,11 kvadratkilometer och ligger 255,3 meter över havet.

## Delavrinningsområde
Medingen ingår i det delavrinningsområde (691908-146609) som SMHI kallar för Utloppet av Medingen. Medelhöjden är 286 meter över havet och ytan är 13,83 kvadratkilometer. Räknas de 487 avrinningsområdena uppströms in blir den ackumulerade arean 4 682,07 kvadratkilometer. Avrinningsområdets utflöde Ljungan mynnar i havet. Avrinningsområdet består mestadels av skog (67 procent). Avrinningsområdet har 2,14 kvadratkilometer vattenytor vilket ger det en sjöprocent på 15,5 procent.